# MKBT Meghívó
Az MKBT Meghívó a Magyar Karszt- és Barlangkutató Társulat egyik kiadványa volt, amely 1975-től 1978-ig jelent meg.

## Leírása
A Magyar Karszt- és Barlangkutató Társulat 1975-től kezdődően, a Karszt- és Barlangkutatási Tájékoztató megszűnését követően, egyesületi meghívóit nem egyedileg bocsátotta ki, hanem havi-kéthavi úgynevezett „Meghívóban”. Tehát a Karszt- és Barlangkutatási Tájékoztató egyik utódkiadványa volt a Beszámolóval együtt. Az MKBT Meghívó nemcsak meghívókat tartalmazott, hanem közérdekű közleményeket, rövid kutatási híreket is. 1979-ig 29 füzete jelent meg, amelyek mind digitalizálva lettek és elektronikus változatuk elérhető a barlang.hu honlapon, valamint a Magyar Elektronikus Könyvtár Elektronikus Periodika Archívumában. 1979-től az MKBT Műsorfüzet töltötte be a szerepét.

## Füzetei
1975 január, 1975 február, 1975 március, 1975 április, 1975 május, 1975 november–december, 1976 január, 1976 március, 1976 április, 1976 május, 1976 június, 1976 július–szeptember, 1976 október–november, 1976 december, 1977 január–február, 1977 március, 1977 április, 1977 május–június, 1977 november, 1977 december, 1978 január, 1978 február, 1978 március, 1978 április, 1978 május, 1978 június, 1978 július–szeptember, 1978 október, 1978 november–december.

## Külső hivatkozások
- A Magyar Karszt- és Barlangkutató Társulat honlapja
- Magyar Elektronikus Könyvtár Elektronikus Periodika Archívum